# Aluterus velutinus
Aluterus velutinus és una espècie de peix de la família dels monacàntids i de l'ordre dels tetraodontiformes.